# الحديقة الوطنية لوبي

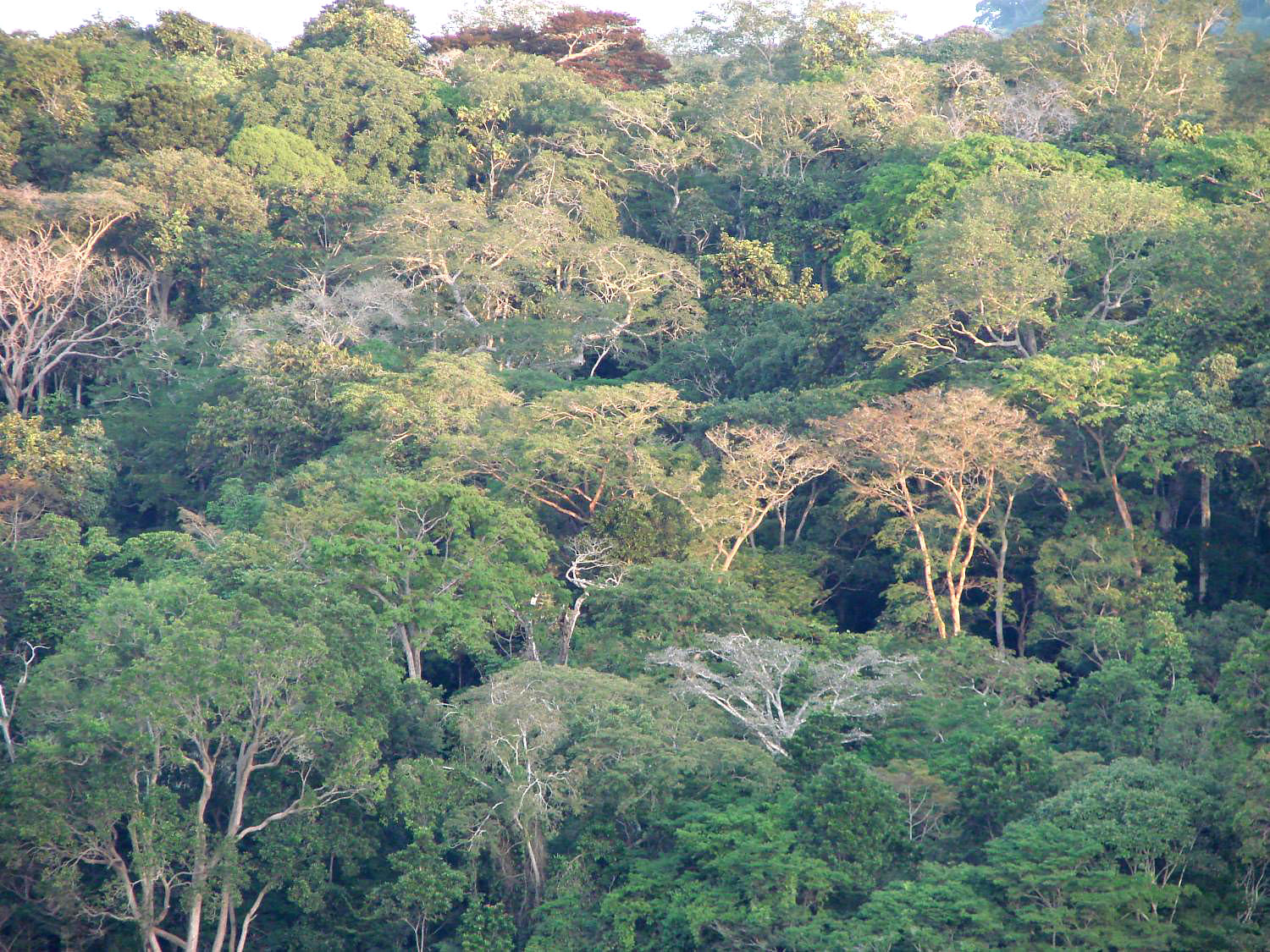
الغابات المطيرة في منتزه لوبي الوطني.

الحديقة الوطنية لوبي (بالإنجليزية: Lopé National Park)‏ هي حديقة وطنية في وسط الغابون. رغم أن معظم أراضي الحديقة هي غابات مطيرة إلا أنه شمال الحديقة يتضمن آخر بقايا أعشاب السافانا التي نشأت في وسط إفريقيا خلال العصر الجليدي الاخير ،أي قبل 15,000 سنة. وكانت أول منطقة محمية أُنشِئت في الغابون عندما تم إحداث احتياطي الحياة البرية لوبي-أوكاندا سنة 1946. في عام 2007، تم إضافت المشهد الطبيعي لوبي-أوكاندا إلى قائمة التراث العالمي من قبل منظمة اليونسكو.

## الروابط الخارجية
- جمعية الحفاظ على الحياة البرية
- غابون للحدائق الوطنية